# Leandro Lessa Azevedo
Leandro Lessa Azevedo (* 13. August 1980 in Ribeirão Preto) ist ein ehemaliger brasilianischer Fußballspieler.

## Karriere
Der 1,73 m große Mittelfeldspieler begann seine Karriere 1999 beim Verein Botafogo FC (SP). Er begann bereits 1997 beim Jugendverein und wurde ab 1999 bei der Profiliga eingesetzt. Auf Antrag des Fußballtrainers Vanderlei Luxemburgo wurde er beim Verein SC Corinthians eingestellt. Beim ersten Halbfinale bei der Torneio Rio-São Paulo gegen Pacaembu am 20. April 2002 kam es zu einem unentschieden. Außerdem erhielten fünf Spieler eine gelbe Karte, beim Verein Corinthians vier eine gelbe Karte. Beim zweiten Halbfinale konnte Leandro das Spiel drehen, nach der 27. Minute stand 1:0 für den Verein ABC Natal, am Ende schoss Leandro zwei Tore und gewannen zum Schluss mit einem 3:1. Nach zwei Jahren unterschrieb er für zwei weitere einen Vertrag beim russischen Verein Lokomotive Moskau.
2005 wurde er von dem Verein Fluminense FC ausgeliehen. Dort bekam er den Spitznamen „Warrior“ für seinen Einsatz und Engagement. Während der ganzen Meisterschaften zeigte er gute Leistungen. Von 2006 bis 2007 stand er beim Verein FC São Paulo unter Vertrag. Am 22. Dezember bestätigt der Vorsitzende Luiz Onofre Meira, dass Leandro einen Vertrag beim Verein Grêmio Porto Alegre unterzeichnete. Aufgrund fehlender Unterlagen wurde dies jedoch erst am 4. Jänner 2010 offiziell bestätigt. Während des Jahres war der Stürmer großteils verletzt. Vom 8. Februar bis 20. November 2011 stand er beim Verein CR Vasco da Gama unter Vertrag und schoss nur ein Tor. Das Tor erzielte er bei der Niederlage gegen den Club Aurora (8:3). Nach zwölf Jahren kehrte er 2013 zum Verein Botafogo FC (SP) zurück. Seit 2015 stand er beim Verein Grêmio Catanduvense unter Vertrag, wo er seine aktive Laufbahn 2016 beendete.

## Erfolge
- Staatsmeisterschaft von São Paulo 2. Liga (2000)
- Copa do Brasil (2002) mit Corinthians
- Torneio Rio-São Paulo (2002) mit Corinthians
- Staatsmeisterschaft von São Paulo (2003)
- Russischer Fußball-Supercup (2003)
- Premjer-Liga (2004)
- Staatsmeisterschaft von Rio de Janeiro (2005)
- Campeonato Brasileiro de Futebol (2006, 2007) mit FC São Paulo
- Staatsmeisterschaft von Rio Grande do Sul (2010)
- Copa do Brasil (2011) mit Vasco da Gama